# Marble Hornets
Marble Hornets (en abrégé MH) est une série Web YouTube inspirée du mythe en ligne de Slender Man,. La première vidéo a été mise en ligne sur YouTube le 20 juin 2009, à la suite d'un post que son créateur, Troy Wagner, avait créé sur le forum Something Awful (en) la veille. C'était l'une des premières webséries à être créée autour du personnage, le premier épisode ayant débuté exactement 10 jours depuis l'apparition des images originales de Slender Man sur les forums Something Awful. 
À ce jour, il y a 92 vidéos sur la chaîne principale (87 entrées). La série a également 39 vidéos d'accompagnement d'une chaîne secondaire, "Totheark". Ces vidéos, ainsi que le "Totheark" éponyme, ont été présentées à plusieurs reprises tout au long de l'histoire,.  Au 16 juin 2019, la chaîne principale avait plus de 100 millions de vues. 
Le 3 août 2015, une série de suivi intitulée Clear Lakes 44 a été téléchargée sur la chaîne Marble Hornets. En avril 2016, Clear Lakes 44 a été annulé après que les membres de l'équipe de création se soient séparés, comme l'a confirmé Wagner. Le 16 octobre 2016, un successeur de Clear Lakes 44, intitulé ECKVA, a été lancé. Le 27 décembre 2017, Wagner a publié une nouvelle photo sur sa page Twitter, taquinant une bande dessinée liée à Marble Hornets prévue pour une sortie en 2018. Le premier numéro est sorti le 26 février 2019, avec un total de cinq prévus pour la série. 
En 2015, un spin-off du film Always Watching: A Marble Hornets Story est sorti. La réception critique a été extrêmement négative. 